# Kochankowie z sąsiedztwa
Kochankowie z sąsiedztwa – amerykańska tragikomedia z 1999 roku.

## Główne role
- Amy Brenneman – Mary
- Aaron Eckhart – Barry
- Catherine Keener – Terri
- Nastassja Kinski – Cheri
- Jason Patric – Cary
- Ben Stiller – Jerry